# Rally de Australia de 2019
El Rally de Australia de 2019, oficialmente 28. Kennards Hire Rally Australia sería la 28º edición y la decimocuarta y última ronda de la temporada 2019 del Campeonato Mundial de Rally. Estaba programado para celebrarse del 14 al 17 de noviembre y contaba con un itinerario de 21 tramos sobre tierra que sumaban un total de 94,37 km. Debido a los incendios forestales que afectaban a Nueva Gales del Sur durante los días previos a la carrera, la organización se vio obligada a recortar gran parte del recorrido a tan solo 94 km cronometrados. Además el rally nacional que se disputaría de manera paralela fue cancelada.
Finalmente el martes día 12, la organización decidió cancelar la prueba tras consultar con las autoridades locales y la FIA. De esta manera Hyundai se proclamó automáticamente campeona de marcas y el francés Pierre-Louis Loubet campeón del WRC 2.

## Lista de inscriptos
| Num.                     | Piloto              | Copiloto           | Automóvil             | Equipo                  | Neumático | Categoría |
| ------------------------ | ------------------- | ------------------ | --------------------- | ----------------------- | --------- | --------- |
| 1                        | Sébastien Ogier     | Julien Ingrassia   | Citroën C3 WRC        | Citroën Total WRT       | M         | WRC       |
| 3                        | Teemu Suninen       | Jarmo Lehtinen     | Ford Fiesta WRC       | M-Sport Ford WRT        | M         | WRC       |
| 4                        | Esapekka Lappi      | Janne Ferm         | Citroën C3 WRC        | Citroën Total WRT       | M         | WRC       |
| 5                        | Kris Meeke          | Sebastian Marshall | Toyota Yaris WRC      | Toyota Gazoo Racing WRT | M         | WRC       |
| 6                        | Dani Sordo          | Carlos del Barrio  | Hyundai i20 Coupe WRC | Hyundai Shell Mobis WRT | M         | WRC       |
| 8                        | Ott Tänak           | Martin Järveoja    | Toyota Yaris WRC      | Toyota Gazoo Racing WRT | M         | WRC       |
| 10                       | Jari-Matti Latvala  | Miikka Anttila     | Toyota Yaris WRC      | Toyota Gazoo Racing WRT | M         | WRC       |
| 11                       | Thierry Neuville    | Nicolas Gilsoul    | Hyundai i20 Coupe WRC | Hyundai Shell Mobis WRT | M         | WRC       |
| 18                       | Craig Breen         | Paul Nagle         | Hyundai i20 Coupe WRC | Hyundai Shell Mobis WRT | M         | WRC       |
| 20                       | Hayden Paddon       | John Kennard       | Ford Fiesta WRC       | M-Sport Ford WRT        | M         | WRC       |
| 33                       | Elfyn Evans         | Scott Martin       | Ford Fiesta WRC       | M-Sport Ford WRT        | M         | WRC       |
| 41                       | Pierre-Louis Loubet | Vincent Landais    | Škoda Fabia R5        | Pierre-Louis Loubet     | M         | WRC-2     |
| 42                       | Benito Guerra       | Daniel Cué         | Škoda Fabia R5        | Benito Guerra           | M         | WRC-2     |
| 45                       | Gaurav Gill         | Glenn Macneall     | Ford Fiesta R5 Mk. II | Gaurav Gill             |           | WRC-2     |
| Fuente: ewrc-results.com |                     |                    |                       |                         |           |           |

## Itinerario previsto
La prueba contaba inicialmente con un itinerario de veinticinco tramos con un total de 324,53 km cronometrados. Luego se redujo a veintiuno y 94 km hasta su cancelación.
| Día   | Tramo | Nombre                      | Distancia | Hora |
| ----- | ----- | --------------------------- | --------- | ---- |
| Día 1 | TC1   | Destination NSW SSS19 - I   | 2.40 km   |      |
| Día 1 | TC2   | Destination NSW SSS19 - II  | 2.40 km   |      |
| Día 1 | TC3   | Raleigh19 1                 | 3.16 km   |      |
| Día 1 | TC4   | Raleigh19 2                 | 3.16 km   |      |
| Día 1 | TC5   | Destination NSW SSS19 - III | 2.40 km   |      |
| Día 1 | TC6   | Raleigh19 3                 | 3.16 km   |      |
| Día 1 | TC7   | Raleigh19 4                 | 3.16 km   |      |
| Día 2 | TC8   | Destination NSW SSS19 - IV  | 2.40 km   |      |
| Día 2 | TC9   | Destination NSW SSS19 - V   | 2.40 km   |      |
| Día 2 | TC10  | Graces 1                    | 8.68 km   |      |
| Día 2 | TC11  | Graces 2                    | 8.68 km   |      |
| Día 2 | TC12  | Graces 3                    | 8.68 km   |      |
| Día 2 | TC13  | Raleigh19 5                 | 3.16 km   |      |
| Día 2 | TC14  | Raleigh19 6                 | 3.16 km   |      |
| Día 2 | TC15  | Allens 1                    | 8.75 km   |      |
| Día 2 | TC16  | Allens 2                    | 8.75 km   |      |
| Día 2 | TC17  | Allens 3                    | 8.75 km   |      |
| Día 3 | TC18  | Destination NSW SSS19 - VI  | 2.40 km   |      |
| Día 3 | TC19  | Raleigh19 5                 | 3.16 km   |      |
| Día 3 | TC20  | Raleigh19 6                 | 3.16 km   |      |
| Día 3 | TC21  | Destination NSW SSS19 - VII | 2.40 km   |      |